# Mahmoud Khamees
Mahmoud Khamees Al-Hammadi (sinh ngày 28 tháng 10 năm 1987) là một cầu thủ bóng đá from the Các Tiểu vương quốc Ả Rập Thống nhất hiện tại thi đấu cho Al-Nasr as a left back.

### Bàn thắng quốc tế
| #  | Ngày                | Địa điểm                                                       | Đối thủ  | Bàn thắng | Kết quả | Giải đấu                 |
| -- | ------------------- | -------------------------------------------------------------- | -------- | --------- | ------- | ------------------------ |
| 1. | 6 tháng 9 năm 2011  | Sân vận động Thành phố Thể thao Camille Chamoun, Beirut, Liban | Liban    | 1–0       | 1–3     | Vòng loại World Cup 2014 |
| 2. | 15 tháng 6 năm 2021 | Sân vận động Zabeel, Dubai, UAE                                | Việt Nam | 3–0       | 3–2     | Vòng loại World Cup 2022 |